# Tetracheilostoma carlae
Tetracheilostoma carlae es una especie de serpiente de la familia Leptotyphlopidae. Es endémica de los bosques de la isla de Barbados, donde fue descubierta en el año 2006 por Blair Hedges, biólogo de Universidad Estatal de Pensilvania.
Según la publicación de su descripción en agosto de 2008, el primer espécimen fue hallado debajo de una roca de un bosque. Hedges nombró a estas serpientes en honor a su esposa también herpetóloga, Carla Ann Hass. Se describió sobre la base de cinco especímenes, albergados uno en California Academy of Sciences, dos en el museo de Barbados y dos en el Museo Nacional de Historia Natural del Instituto Smithsoniano.

## Descripción
Los individuos adultos de T. carlae miden entre 9 y 10 cm de largo, alcanzando el mayor ejemplar conocido 10,4 cm. Esto la convierte en la serpiente más pequeña del mundo. Es de color marrón oscuro con dos líneas amarillas grisáceas dorsolaterales.
Se alimenta de termitas y larvas. La hembra de T. carlae solo pone un huevo. No es venenosa.

## Hábitat
Su hábitat son los bosques de la isla caribeña de Barbados (también pueden encontrarse en los estados de Chiapas y de Querétaro, México).

## Conservación
Esta serpiente está posiblemente en peligro de extinción, dados los altos niveles de deforestación en Barbados que pueden haber restringido su área de distribución a unos pocos kilómetros cuadrados. Además la introducción de en Barbados, de otra especie de serpiente ciega, Indotyphlops braminus, puede representar otra amenaza.